# Allamaye Halina
Allamaye Halina ou Allah-Maye Halina, né le 1er janvier 1967 à Gounou Gaya dans le Mayo-Kebbi Est, est un diplomate et homme d'État tchadien, Premier ministre depuis le 23 mai 2024.

## Biographie
Allamaye Halina nait le 1er janvier 1967 à Gounou Gaya, dans la province du Mayo-Kebbi Est,. Il est diplômé d'une licence en histoire-géographie à l'université de N'Djaména en 1992 puis d'une maîtrise en relations internationales de l'Institut des relations internationales du Cameroun.
Allamaye Halina est le chef du protocole du président tchadien Idriss Déby de 2010 à 2023. En 2023, il est nommé ambassadeur en Chine,. Il est membre du Mouvement patriotique du salut.
Le 23 mai 2024, à la suite de l'investiture du président Mahamat Idriss Déby, Halina est nommé Premier ministre de la Cinquième République,. Lors de sa nomination comme Premier ministre, plusieurs analystes décrivent Halina comme un technicien sans ambition politique qui ne devrait donc pas entrer en concurrence avec le président Mahamat Idriss Déby. Halina est resté fidèle à Idriss Déby pendant longtemps et Mahamat Idriss Déby le décrit comme son « grand frère ».
Le 13 juin 2024, il présente son programme politique devant le Conseil national de transition. Parmi les dossiers importants, le Premier ministre souhaite en particulier que d'ici 2034, le Tchad devienne indépendant en matière d'énergie et organise la Coupe d'Afrique des nations de football. Halina annonce aussi sa volonté d'ouvrir des ports secs et des zones franches.
Le 4 février 2025, Allah-Maye Halina dépose sa démission et celle de son gouvernement conformément aux traditions républicaines et à la suite de l'investiture des députés de la 4e législature. Il est reconduit le jour même et forme un deuxième gouvernement.